# Surinam (reka)

Reka Surinam (nizozemsko: Surinamerivier) je 480 km dolga in teče skozi državo Surinam. Njeni izviri se nahajajo v Gvajanskem višavju na meji med gorovjem Vilhelmina in gorovjem Eilerts de Haan (znano kot Gran Rio). Reka teče skozi akumulacijsko jezero vzdolž Brokoponda, Berg en Dal, migrantskih skupnosti Klaaskreek in Nieuw-Lombé, Jodensavanne, Carolina, Ornamibo in Domburg, preden doseže glavno mesto Paramaribo na levem bregu in Meerzorg na desnem bregu. Pri Nieuw-Amsterdamu se ji pridruži Commewijne in takoj zatem se pri peščenem plitvini Braamspunt izlije v Atlantski ocean.
Reka ima več nizov brzic in nekaj jezov, od katerih je največji jez Afobaka. Tok reke prekine akumulacijsko jezero Brokopondo, ki tako reko deli na dva dela. Gorvodni del poteka skoraj v celoti skozi okrožje Sipaliwini, dolvodni del pa skozi okrožja Brokopondo, Para, Commewijne, Wanica in Paramaribo.

## Etimologija
Ime Surinam morda izhaja iz domorodnega ljudstva, imenovanega Surinen, ki je naseljevalo območje v času stika z Evropo.
Najzgodnejši evropski viri navajajo različice Suriname kot imena reke. Lawrence Kemys je v svojem delu Relation of the Second Voyage to Gvajana zapisal o prehodu reke, imenovane Shurinama. Leta 1598 je flota treh nizozemskih ladij, ki so obiskale Divjo obalo, omenila prehod reke Surinamo. Leta 1617 je nizozemski notar zapisal ime reke, na kateri je tri leta prej obstajala nizozemska trgovska postaja, kot Surrenant. Nizozemski morjeplovec David Pietersz de Vries je leta 1634 pisal o potovanju po reki Sername navzgor, dokler tam ni naletel na angleško kolonijo; končni samoglasnik je ostal v prihodnjem nizozemskem črkovanju in izgovorjavi. Leta 1640 je španski rokopis z naslovom Splošni opis vseh gospoščin njegovega veličanstva v Ameriki reko imenoval Soronama. Leta 1653 je bilo v navodilih britanski floti, ki je plula proti Lordu Willoughbyju na Barbadosu, ki je bil takrat sedež angleške kolonialne vlade v regiji, črkovano ime kolonije Surinam; to je ostalo standardno črkovanje v angleščini. Kraljeva listina iz leta 1663 pravi, da se regija okoli reke »imenuje Serrinam in Surrinam«.

## Plovba
Daleč najpomembnejša reka v državi za uvoz in izvoz je Surinam. Ne samo, da vsa plovila, ki prevažajo boksit, aluminijev oksid in aluminij, odplujejo iz Surinama po reki, skoraj vsa plovila, ki prevažajo materiale, ki so bistveni za Surinam, vstopijo v državo pri Braamspuntu, da bi raztovorile svoj tovor v pristaniščih Paramaribo (takoj južno od središča mesta ) ali pristanišča Smalkalden in Paranam – približno 30 km od Paramariba – ki so ključnega pomena za industrijo aluminija. Med drugo svetovno vojno je bila 6000-tonska severnonemška tovorna ladja Lloyd Goslar potopljena v Surinamu, da bi preprečili, da bi padla v roke zaveznikov. Razbitine niso nikoli odstranili in je še vedno vidna sredi reke. 

## Mostovi
Leta 2000 je v Paramaribu predsednik uradno odprl most Jules Wijdenbosch, ki je naročil gradnjo mostu in po katerem je tudi poimenovan. Most omogoča dostop do vzhodnega dela države. V Carolini približno 50 km Južno od Paramariba reko prečka lesen most.

## Rekreacija
V bližini Domburga so ob reki Surinam uredili umetno belo peščeno plažo. Sosednji vodni pas je bil zaščiten z mrežami, ki omogočajo plavanje v vodah, kjer živijo tudi piranje. Zaradi tega in povezanih rekreacijskih zmogljivosti je Bela plaža priljubljena vikend destinacija.

## Galerija
- Izkopani kanuji v vasi Maroon, reka Surinam, 1955
- Reka Surinam pri Leonsbergu, Paramaribo
- Hlodi trdega lesa, prepeljani po reki Surinam leta 1955
- Pogled navzdol proti Beli plaži